# Slam City with Scottie Pippen
Slam City with Scottie Pippen è un videogioco di basket in FMV sviluppato e pubblicato da Digital Pictures per MS-DOS Sega Mega CD e Sega 32X nel 1994, con Scottie Pippen come protagonista. Ron Stein ha girato i filmati del gioco.

## Modalità di gioco
Il giocatore (Ace) affronta vari avversari in una partita di basket uno contro uno, incluso Pippen stesso. Il gioco consente la riproduzione a schermo intero di un video in MPEG in bassa risoluzione senza hardware specializzato utilizzando una tecnologia di comprensione video che Digital Pictures definisce Digichrome e il cambiamento da una scena all'altra attraverso un layout del disco e una tecnologia di buffering che la compagnia chiamò Instaswitch.